# 村上桂策
村上 桂策（むらかみ けいさく、1851年4月25日（嘉永4年3月24日）- 1925年（大正14年）4月18日）は、明治から大正期の地主、政治家。貴族院多額納税者議員。

## 経歴
伊予国新居郡郷村（愛媛県新居郡神郷村を経て現新居浜市）で、豪農・村上良三郎の長男として生まれる。漢学を修め、早くから政治に関心を持った。1875年（明治8年）7月に家督を相続した。
村会議員を務め、1881年（明治14年）5月、愛媛県会議員補欠選挙で当選し、1884年（明治17年）以降6期連続で務め、1890年（明治23年）8月まで在任した。この間、大同団結運動に加わり、工藤干城らと大同派東予倶楽部を結成して鈴木重遠らと連携した。
1890年、貴族院多額納税者議員に互選され、同年9月29日から1897年（明治30年）9月28日まで在任した。